# Ambrosius Justus Zubli

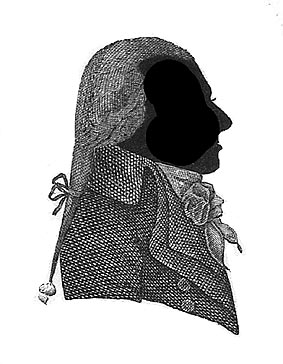
Portret van Zubli uit Geschiedenis der Staatsregeling (1799)

Ambrosius Justus Zubli (Berbice, 4 oktober 1751 - Vlaardingen, 9 oktober 1820) was een Nederlands politicus en schrijver.

## Leven
Hij werd geboren in Berbice, trouwde in 1778 te Amsterdam, betrad (als patriot) in 1794 de staatkundige loopbaan en was enige jaren volksvertegenwoordiger in de gemeenteraad van Amsterdam in de Nationale Vergadering, waarbij hij tot de gematigde partij behoorde. Hij was van professie ontvanger der belastingen te Vlaardingen. Lid van de Maatschappy Felix Meritus (Felix Meritis). In 1787 uit Holland verbannen. 

## Werk
- Twee Bijbelsche dichttafereelen (Amsterdam, 1784)
- Hamlet (Amsterdam, 1786)
- De edelmoedige dragonder (Amsterdam, 1790)
- Lierzang aan het Bataafsche volk (Amsterdam, 1798)
- Gessner of het Zwitsersch huisgezin (Amsterdam, 1801)
- Lierzang aan Leydens burgerij wegens de ramp van 12 Jan. 1807 (Amsterdam, 1807)
- Dichttafereel van den winter, storm en overstrooming van den jare 1809, in drie zangen (Amsterdam, 1810)
- Hulde aan de Britsche en Ned. vlootvoogden en helden bij de overwinning op de Algerijnen, den 27 Aug. 1816 (Leiden, 1816)
- Nederland verlost, anno 1813 (Rotterdam, 1817)
- Nagelaten poëzij (Rotterdam, 1821)

- Biografisch Portaal: 38487374
- Digitale Bibliotheek voor de Nederlandse Letteren: zubl001
- Gemeinsame Normdatei: 1055329250
- International Standard Name Identifier: 0000 0003 9124 2672
- Nederlandse Thesaurus van Auteursnamen: 068871309
- Parlement.com: vg09llxmc1qb
- Virtual International Authority File: 285018968
- WorldCat: E39PBJdWRrTDPyd33JPYPhrrMP